# باباپنجعلی
پنجعلی معمولی، معروف به باباپنجعلی، شخصیتی داستانی است که در مجموعهٔ تلویزیونی ایرانی پایتخت از شبکهٔ یک سیما، حضور داشته است. علیرضا خمسه، نقش این شخصیت را ایفا کرده است. این شخصیت که پدر شخصیت اصلی این مجموعه، نقی معمولی است، در پنج فصل اول پایتخت حضور داشته است و در داستان پایتخت ۶، فوت کرد و اعضای بدن او، اهدا شد.

## ویژگی‌ها

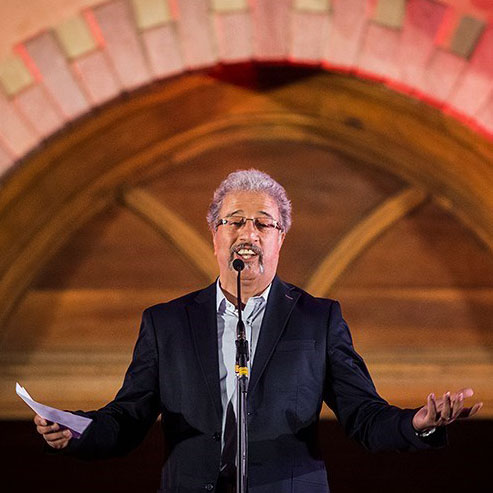
علیرضا خمسه، ایفاگر نقش پنجعلی معمولی

بابا پنجعلی پیرمردی مهربان است که بیشتر کاراکترش برای لبخند مردم به‌وجود آمده است و دچار کمی فراموشی و آلزایمر بود که به مرور زمان این آلزایمر در قسمت‌های بعدی بیشتر و بیشتر شد.

## زندگی
بابا پنجعلی با لیلا جویباری ازدواج کرده و از او سه فرزند به نام‌های تقی، نقی و فهیمه دارد. بهبود داماد و هما و جمیله عروس وی می‌باشد. او دچار بیماری آلزایمر شد.

## تکیه کلام
از تکیه کلام‌های او می‌توان به «مشهده؟»، «شما حرف نزن»، «بخوابونم دهنش»، «نقی، ناهار نَخِردِمه»، «صَدّامه؟»، «اَلِکی می‌گه»، «بوریم علی‌آباد»، «منِم میام»، «عباس معصومیه؟»، «نَقی، سِرتیفیکِیته؟»، «بوریم مشهد»، «شرمیلائه؟»، «داداشِ پرستو» «نقی نقی دَر اِنِه»، «بود بود، نبود نبود»، «دارغاز سیگار کشنه» و «نقی ناراحته» اشاره کرد.

## حذف از سریال
به گفتهٔ عوامل پایتخت و علیرضا خمسه، دلیل حذف بابا پنجعلی از سریال آلزایمر زیادی بیش از حد شخصیت بوده است؛ زیرا استفاده از این شخصیت بسیار محدود می‌شد. همچنین کارگردان سیروس مقدم در این باره گفته است که به این شخصیت در پنج فصل به اندازهٔ کافی پرداخته شده است و دلیلی برای ادامه دادن شخصیت نیست. گرچه در ابتدا خشایار الوند می‌خواست از روح بابا پنجعلی در فصل ششم استفاده کند، اما محسن تنابنده نظرش این بود که این شخصیت در فصل ششم حضور نداشته باشد. سرانجام با درگذشت خشایار الوند و گفت‌وگو میان علیرضا خمسه و عوامل سریال، تصمیم گرفتند که این شخصیت را حذف کنند و از مرگش موقعیت‌های خنده‌دار خلق کنند.

## درگذشت
وی در پایتخت شش حضور نداشت و به معنای این که لقمه در گلوی او گیر کرد و خانواده معمولی می‌خواهند لقمه را از گلوی او به بیرون بکشند ولی لقمه در گلوی او گیر می‌کند بعد مغز آن از دماغ او به بیرون آمد.

## ارجاعات در بیرون از سریال
علیرضا خمسه در یک برنامه زنده تلویزیونی که با حضور حسین نوری و نادیا مفتونی بود پس از صحبت‌های این زوج گفت: «امشب درس‌های بزرگی گرفتیم همه‌مون. اولین و دومین و سومین درس که مهم‌ترین درس‌های زندگی بود. اول این که پایه زندگی ما بر عشقه. درس دوم، خانم دکتر اشاره کردن، اینه که پایه دوام زندگی احترامه. و درس سوم چیه؟ داشتن روحیه نشاط و شادمانی و طنز و مطایبه، که دقت کردین موقعی که سرکار خانم دکتر داشتن صحبت می‌کردن آقای نوری گفتن: «به قول بابا پنجعلی الکی می‌گه!»؟ این نشون‌دهنده روحیه طنز ایشونه، که می‌دونید وقتی ما روحیه طنز داریم همیشه هم تشویق نمی‌شیم، گاهی هم تنبیه می‌شیم. حالا آقای نوری یه چوبی از اون خورده که باید بگیم خدا چی‌کارشون کنه!» اشاره خمسه به شکنجه شدن نوری بود که پس از اجرای یک نمایش طنز سیاسی در دفاع از حقوق بشر رخ داد.